# Отар (Казахстан)
Ота́р (каз. Отар) — село у складі Кордайського району Жамбильської області Казахстану. Адміністративний центр Отарського сільського округу.
У радянські часи село мало статус селище міського типу.
Населення — 4896 осіб (2021; 4540 у 2009, 4355 у 1999, 5590 у 1989).